# معركة ساحة الدم
معركة ساحة الدم (16 ربيع الأول 513 هـ / 28 يونيو 1119 م) هي معركة هُزٍمت فيها الإمارة الصليبية في إنطاكية على يد السلاجقة المسلمين هزيمة شديدة وقتل روجر حاكم الإمارة.

## مقدمة
أسفرت الحملة الصليبية الأولى على المشرق الإسلامي عن قيام أربع إمارات، كانت أسبقهن في الظهور إمارة الرها التي قامت في (ربيع الأول سنة 491 هـ - فبراير 1098 م)، وتلا ذلك قيام إمارة أنطاكية في (رجب 491 هـ - يونيو 1098 م)، ثم مملكة بيت المقدس في (شعبان سنة 492 هـ - يوليو 1099 م)، ثم مملكة طرابلس في (ذي الحجة سنة 502 هـ - يوليو 1109 م).
وكان هذا النجاح اللافت الذي حققته الحملة الصليبية في سنوات معدودة لا يعود إلى خطة محكمة أو إرادة صلبة أو قيادة حكيمة أو عدد وفير أو عتاد هائل بقدر ما كان راجعا إلى تهاون من المسلمين واستخفافهم بعدوهم، وإلى الانشغال بخلافات وأهواء شخصية ومطامح ضيقة ومطامع صغيرة.
وكان ما كان، وألفى المسلمون أنفسهم ورايات الصليب ترفرف على بيت المقدس ومدن الساحل الشامي وهم لا يحركون ساكنا، وعجزت المحاولات التي قام بها بعض قادة المسلمين عن تحرير الأرض المغتصبة وإعادة الحق إلى أهله، وبقي الأمر كما هو عليه، وهو ما جعل الناس يتحركون للبحث عن مخرج من الأزمة، ولكنه كان حراكا ضعيفا اكتفى بالبكاء والعويل، وهذا هو شر سلاح يلجأ إليه الإنسان المكبل بالأغلال، العاجز عن التغيير، وهذا ما عبر عنه الشاعر أبو المظفر الأبيوردي وكان معاصرا لتلك النكبة فقال:

## أنطاكية امارة صليبية
بعد أن تواترت الأنباء بسير الحملة الصليبية الأولى، وأنها في طريقها إلى الشام وأن أنطاكية هي هدفها، أسرع حاكمها «ياغي سيان» بالاستعداد لساعة الحسم، فأعد مدينته كي تتحمل حصارا طويلا، فملأ قلاعها بالمقاتلين والمجاهدين ومخازنها بالمؤن والطعام، وحفر خندقا لحمايتها وتحصينها، وزيادة في الاحتياط أرسل إلى الخليفة العباسي وحكام دمشق وحمص والموصل يطلب منهم النجدة والمساعدة.
وبدأت طلائع الصليبيين تتوافد على المدينة في (شهر ذي القعدة سنة 490 هـ - أكتوبر 1097 م) وضربت حصارا حول المدينة، ودارت عدة اشتباكات خفيفة بين ياغي سيان والصليبيين لم تحسم أمرا أو تغير وضعا، وجاءت أول نجدة للمدينة بعد ثلاثة أشهر من «دقّاق» وإلى دمشق لكنها لم تستطيع تحقيق النصر الكامل وفك حصار المدينة، ولم يكن حظ النجدتين الحلبية والموصلية بأفضل حالا من نجدة دمشق، وانتهى الأمر بسقوط المدينة التي صمدت للحصار نحو تسعة أشهر في (1 رجب 492 هـ - 3 يونيو 1098 م).
دخل الصليبيون المدينة وحصلت مذبحة رهيبة راح ضحيتها أعداد كبيرة من الرجال والنساء، وغرس بوهيمند قائد الحملة علمه القرمزي فوق القلعة إيذانا بسقوط المدينة، في الوقت الذي كانت تدوي فيه صيحات جنود الصليبيين: «إنها إرادة الرب».

## الحكم الصليبي لأنطاكية
وهكذا نتيجة لانقسام المسلمين وتفرق كلمتهم استولى الصليبيون على أنطاكية ليقيم فيها بوهيمند النورماندي ثاني إمارة صليبية في الشرق، ويفتح الطريق للاستيلاء على بيت المقدس وهو ما حدث بعد ذلك بالفعل.
بدأ الحاكم الجديد يرسي أركان إمارته ويثبت دعائمها على حساب جيرانه المسلمين، وتطلع إلى حلب للسيطرة عليها فأعد خطة لها، لكنها لم تنجح في تحقيق هدفه؛ إذ وقع في الأسر في إحدى حملاته العسكرية سنة (493 هـ - 1100 م)، وظل في أسره نحو ثلاثة أعوام، وخرج بعدها ليعاود توسعاته على حساب جيرانه المسلمين المشغولين بقتال بعضهم.
ثم طمع في الاستيلاء على «حران» لتأمين إمارته، واستعد لغزوها، لكنه مني بهزيمة مدوية، راح ضحيتها آلاف من جنده، ووقع في الأسر عدد من أمراء الصليبيين، وأفقدته الهزيمة ثقته وطموحه فآثر العودة إلى إيطاليا، وترك إمارة أنطاكية لابن أخته الأمير تانكرد في (سنة 498 هـ - 1104 م)، وكان رجلا شجاعا وقائدا عسكريا بارعا، استطاع أن يعيد لأنطاكية ما فقدته بعد هزيمتها في حرّان على حساب مدينة حلب.
وصار الأمير تانكرد هو صاحب السلطة في المنطقة الممتدة من جبال طوروس إلى وسط بلاد الشام، وهو ما أزعج حكام الشام المسلمين في دمشق وغيرها، وجعلهم يتطلعون إلى إقامة حلف بينهم لمجابهة هذا الخطر الداهم، لكنه لم يفلح في التصدي والوقوف في وجهه، بسبب الفرقة والحرص على المصالح الشخصية التي جعلت بعضهم يدفع الجزية لأمير أنطاكية عن يد وهم صاغرون، وبعضهم الآخر يدخل معه في حلف ضد إخوانه المسلمين.
وبعد وفاة تانكرد في (8 جمادى الآخرة 506 هـ - 12 ديسمبر 1112 م) خلفه في حكم أنطاكية روجر دي سالرنو (بالإنجليزية:Roger of Salerno)، ولم يكن أقل من سلفه طاقة ومهارة وجرأة، فألحق بالمسلمين هزيمة كبيرة في معركة تل دانيث في (23 من ربيع الآخر سنة 509 هـ - 14 سبتمبر 1115 م). وعد هذا النصر أهم انتصار حققه الصليبيون منذ الحملة الصليبية الأولى.

## حلب تحت التهديد
وكانت مدينة حلب ذات أهمية بالغة لمن يريد مجابهة الصليبيين وإيقاف خطرهم؛ بسبب موقعها الحيوي، فهي تقع في مركز حصين بين إمارتين صليبيتين هما إمارة الرها وإمارة أنطاكية الصليبييتين، بالإضافة إلى ما تتمتع به من مزايا بشرية واقتصادية وخطوط مواصلات، تسمح بالاتصال بالقوى الإسلامية المنتشرة في الجزيرة والفرات والأناضول وشمالي الشام وأوسطه مما يعد أساسيا لاستمرار حركة الجهاد، ولم تكن كل هذه الأمور خافية على قادة الأمراء الصليبيين الذين كانوا يتابعون أحوالها عن كثب وينتظرون الفرصة للاستيلاء عليها.
وكانت أحوال حلب في هذه الفترة غير مستقرة، وبدأ الضعف يدب فيها بعد وفاة حاكمها «رضوان بن تتش» سنة (507 هـ - 1113 م) وخلفه في حكمها أبناؤه، وكانوا ضعافا غير قادرين على تسيير شئون البلاد، فتحكم فيهم أوصياؤهم، وصارت حلب سهلة المنال، فتحالف روجر أمير أنطاكية مع كبار مسئوليها كي يمنع إيلغازي الأرتقي صاحب ماردين من الاستيلاء عليها وضمها إلى دولته، ووصل الأمر بحلب أن أصبح المسئولون عنها يعتمدون على روجر الصليبي في رد الطامعين في الاستيلاء عليها من أمراء المسلمين.
ولم تأت سنة (511 هـ - 1118 م) حتى صارت حلب تحت رحمة أنطاكية، وهو ما جعل أهلها يستنجدون بإيلغازي بن أرتق، وكان واحدا من أبرز المجاهدين ضد الوجود الصليبي في بلاد الشام، وقامت سياسته على أساس التحالف مع الأمراء المسلمين ضد الصليبيين.

## التوحد من اجل النصر
ولما قدم إيلغازي إلى حلب قام بعدة إجراءات إصلاحية وسيطر على أمور البلدة، وصادر أموال الأمراء الذين كانوا قد سيطروا على شئون حلب في الفترة السابقة، واستعان بها في حشد قواته من التركمان لمجابهة الصليبيين.
وقام بتوحيد العمل مع طغتكين البوري حاكم مدينة دمشق التي لم تسلم من اعتداءات الصليبيين، فذهب إليه في دمشق، واتفقا على حشد قواتهما والبدء بمهاجمة أنطاكية، وحددا شهر صفر من سنة (513 هـ - 1119 م) موعدا للاجتماع.
غير أن إيلغازي كانت حركته أسرع من حركة حليفه، فاستطاع أن يحشد أكثر من عشرين ألفا من مقاتلي التركمان، واتجه بهم إلى الرها، فتخوف أمراؤها الصليبيون، وأرسلوا إليه يطلبون مصالحته نظير تنازلهم عن أسرى المسلمين الذين في حوزتهم، فأجابهم إلى ذلك، واشترط عليهم البقاء في بلدهم وعدم التوجه لمساعدة أمير أنطاكية في حالة حدوث قتال معه، وكانت هذه خطوة صائبة من إيلغازي تمكن بموجبها من عزل إحدى القوى الصليبية الكبرى.
ثم عبر إيلغازي وحلفاؤه الفرات وهاجموا «تل باشر» و«تل خالد» والمناطق المحيطة بهما، وانتشرت قوات إيلغازي في مناطق وجود الصليبيين، واستولى على حصن قسطون، ثم مدينة «قنسرين» التي اتخذها قاعدة لشن الغارات على «حارم» وجبل السماق.

## اللقاء الفاصل
ولما شعر «روجر» أمير أنطاكية بالخطر الذي يتهدده اضطر إلى طلب النجدة من «بونز» أمير طرابلس ومن بلدوين الثاني ملك بيت المقدس، وعسكر خارج أنطاكية في انتظار المدد من رفاقه الصليبيين، لكنه لم يصبر لحين وصول النجدة، وتقدم صوب القوات الإسلامية على رأس ثلاثة آلاف فارس، وتسعة آلاف راجل، ومنهم 500 فارس أرمني في «تل عفرين» وهو موضع ظن روجر أنه مانعهم من هجمات المسلمين حتى تأتيهم الإمدادات.
وفي الوقت نفسه كانت عيون إيلغازي تأتي إليه بأخبار روجر وجيشه، وكانت جماعة من جواسيسه قد تزيت بزي التجار، ودخلت معسكر الصليبيين لمعرفة استعداداته، وأراد إيلغازي أن ينتظر حليفه طفتكين القادم من دمشق قبل الدخول في المعركة، لكن أمراءه رفضوا وحثوه على قتال العدو، فأسرع بالسير إلى ملاقاة أعدائه، الذين فوجئوا بقوات المسلمين تحيط بهم في فجر السبت الموافق (16 ربيع الأول 513 هـ - 28 يونيو 1119 م)، ودارت معركة هائلة لم تثبت في أثنائها قوات الصليبيين وتراجعت أمام الهجوم الكاسح، وسقط آلاف القتلى من هول القتال، وكان من بينهم روجر نفسه.
ولكثرة اعداد القتلى اشتهرت هذه المعركة لدى مؤرخي الصليبيين باسم معركة ساحة الدم، وفضلا عن القتلى فقد وقع في أيدي المسلمين من السبي والغنائم والدواب ما لايمكن إحصاءه.
وبعد المعركة نزل إيلغازي في خيمة روجر وحمل إليه المسلمون ما غنموه في المعركة فلم يأخذ منهم إلا سلاحا يهديه لملوك الإسلام، ورد عليهم ما حملوه بأسره، وكتب إلى سائر أمراء المسلمين يبشرهم بهذا النصر العظيم.
واكتفى إيلغازي بهذا النصر الباهر، ولو توجه إلى إمارة أنطاكية لما استعصى عليه فتحها لأنها كانت خالية من الجند!.

## المصدر
1. ↑  المذاكي: الإبل
2. ↑  القشاعم: النسور